# San Matteo (Ghiberti)

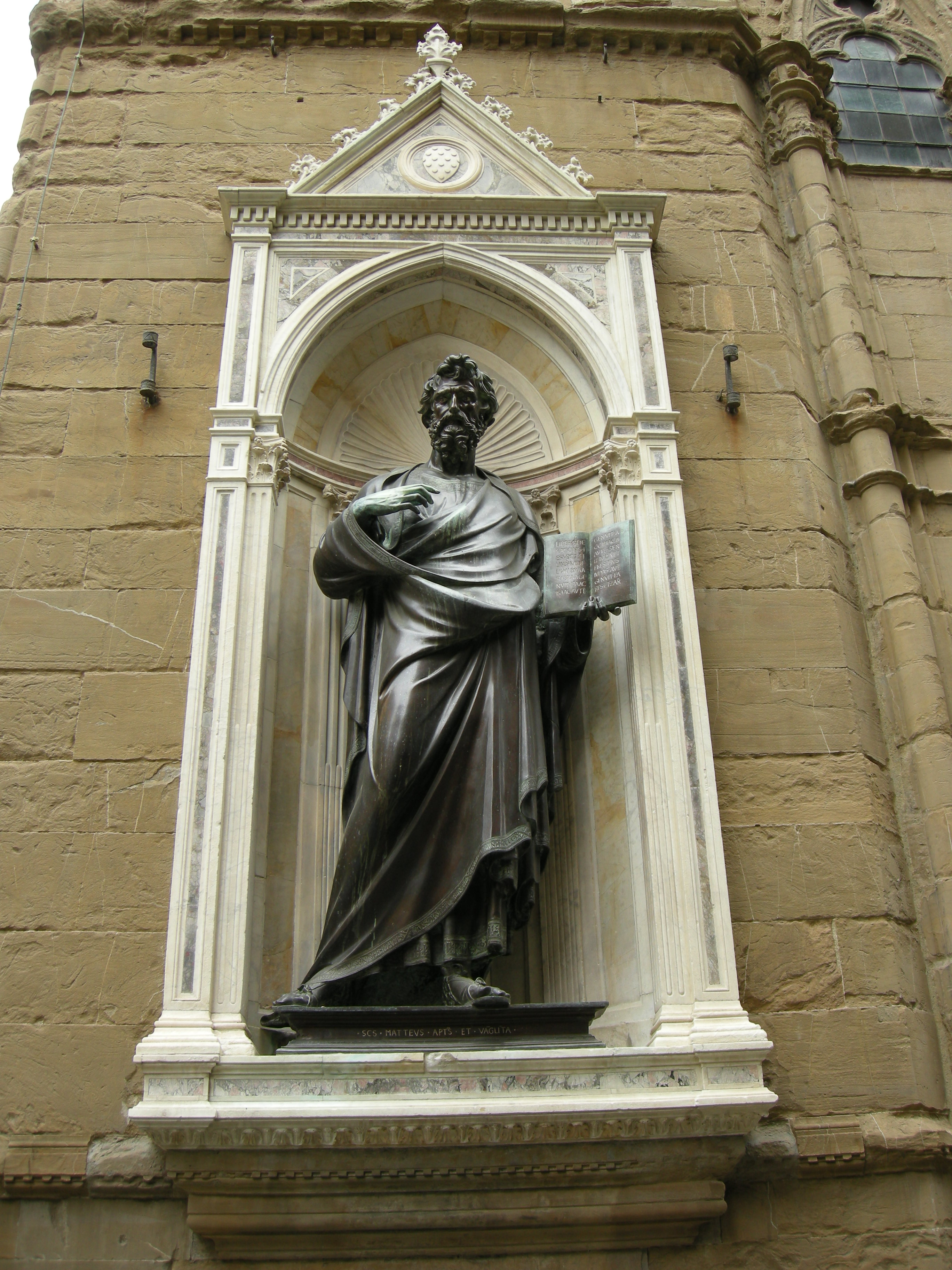
La copia nella nicchia

La statua di San Matteo di Lorenzo Ghiberti fa parte del ciclo delle quattordici statue dei protettori delle Arti di Firenze nelle nicchie esterne della chiesa di Orsanmichele. Fu commissionata dall'Arte del Cambio e risale al 1419-1422/23. È in bronzo ed è alta 270 cm. L'originale è conservato nel Museo di Orsanmichele.

## Storia
La statua venne commissionata per rivaleggiare con quella dell'Arte di Calimala, il San Giovanni Battista sempre di Ghiberti, completato pochi anni prima: nei documenti infatti si menziona continuamente l'altra statua riguardo alle dimensioni finali (è infatti più alta di circa 20 centimetri). Resta una precisa documentazione della realizzazione dell'opera, contenuta nel "Libro del Pilastro" dell'Arte del Cambio: venne commissionata da un comitato appositamente eletto nel giugno 1419 (nel quale era membro anche Cosimo il Vecchio), con la scelta dell'artista il 21 giugno di quell'anno; il 26 agosto venne stilato un contratto molto dettagliato, che prevedeva un tempo di consegna di tre anni; seguono vari documenti sull'andamento dei lavori e sulla nicchia, per arrivare al pagamento della considerevole somma totale di 650 fiorini nel marzo 1423. La testa e il corpo erano stati modellati nel 1420 ed erano stati fusi separatamente e poi uniti. La prima fusione del 1421 fu fallimentare, per questo il Ghiberti dovette farne una seconda a sue spese, nel corso del 1422. In uno di questi documenti è ricordato come assistente del Ghiberti, tra gli altri, il giovane Michelozzo. Tale notizia generò una certa confusione negli storiografi cinquecenteschi, assegnando l'intera statua a Michelozzo (Libro di Antonio Billi, Giovan Battista Gelli), un errore che si protrasse fino al XIX secolo, quando lo replicò ancora il Burkhard. 
In vecchiaia Ghiberti la ricordò nei suoi Commentari: «ancora produssi di mia mano la statua di San Matteo, fu braccia quattro e mezzo d'ottone».
La nicchia venne pure commissionata al Ghiberti, e risulta in via di costruzione quando la statua era già terminata: solo nel marzo 1423 la statua poté essere collocata. Pare che vi collaborò nelle fasi finali Michelozzo, anche se il suo apporto dovette essere piuttosto limitato.
Il bronzo è stato oggetto di un complesso restauro da parte dell'Opificio delle Pietre Dure, che si è concluso dopo quattro anni nel 2005, l'ultima statua della serie a venire completata. La statua è infatti oggi custodita nel Museo di Orsanmichele, mentre nella nicchia è stata posta una replica eseguita su calco dell'originale dalla Fonderia Artistica Ferdinando Marinelli di Firenze (2006).
I danni molto consistenti erano stati causati anche dalla sporgenza dalla nicchia poco profonda, poiché in quel pilastro dell'angolo nord-ovest corre, all'interno, la scala originaria che portava ai piani superiori, per cui dispone del pieno spessore.

## Descrizione
La statua ritrae san Matteo evangelista in piedi, con una mano avvicinata al petto e nell'altra un libro aperto. È vestito all'antica con un'ampia toga. L'opera è permeata di forte classicità, soprattutto nella testa barbuta e ricciuta. Rispetto al San Giovanni Battista e ai rilievi finali della porta nord del Battistero di Firenze (che allora erano ancora nella sua bottega anche se in fase di rinettatura, a fusione ormai avvenuta da tempo) testimonia l'abbandono da parte di Ghiberti delle suggestioni del gotico internazionale, prendendo parte al mondo dell'umanesimo fiorentino, ispirato da Donatello. L'apostolo appare infatti invigorito nelle membra e col panneggio dall'andamento sfrondato. La ridotta capacità della nicchia diede una maggiore illuminazione, che l'artista sfruttò, incorniciando l'opera con la nicchia composta da due eleganti pilastrini scanalati e una valva a raggi che forma una specie di aureola al santo. L'arco acuto ricorda comunque come Ghiberti fu una figura di mediazione tra il retaggio tradizionale e le novità rinascimentali. 
Nel bordo inferiore del mantello, tra tracce di doratura, si può leggere la data del modello e l'iscrizione OPUS UNIVERSITATIS CANSORUM FLORENTIA ANNO MCCCCXX.
La nicchia venne realizzata su disegno di Ghiberti dai lastraioli Jacopo di Corso e Giovanni di Niccolò, per un compenso di 75 fiorini più una lastra di marmo. 
Sul tabernacolo, al posto dei pinnacoli, si trovavano due statuette con l'Annunciata e l'Arcangelo Gabriele attribuite a Piero di Niccolò Lamberti (1419), oggi in deposito: per esse si era fatto anticamente anche il nome di Michelozzo. Non è sicuro che la collocazione sulla nicchia fosse stata la loro destinazione originaria, non essendo menzionate nella ricca documentazione.